# Батуаса

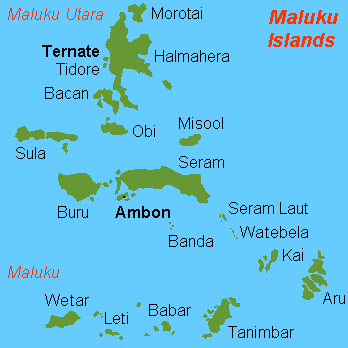
Местоположение острова Серам среди островов Молуккского архипелага

Батуаса (самоназвания — оранг-батуаса, оранг-варинама, оранг-тобо, оранг-хатуметен, — меняется в зависимости от названия поселения; оранг в переводе «народ») — народ Индонезии, относящийся к группе амбоно-тиморских народов. Место обитания — остров Серам.

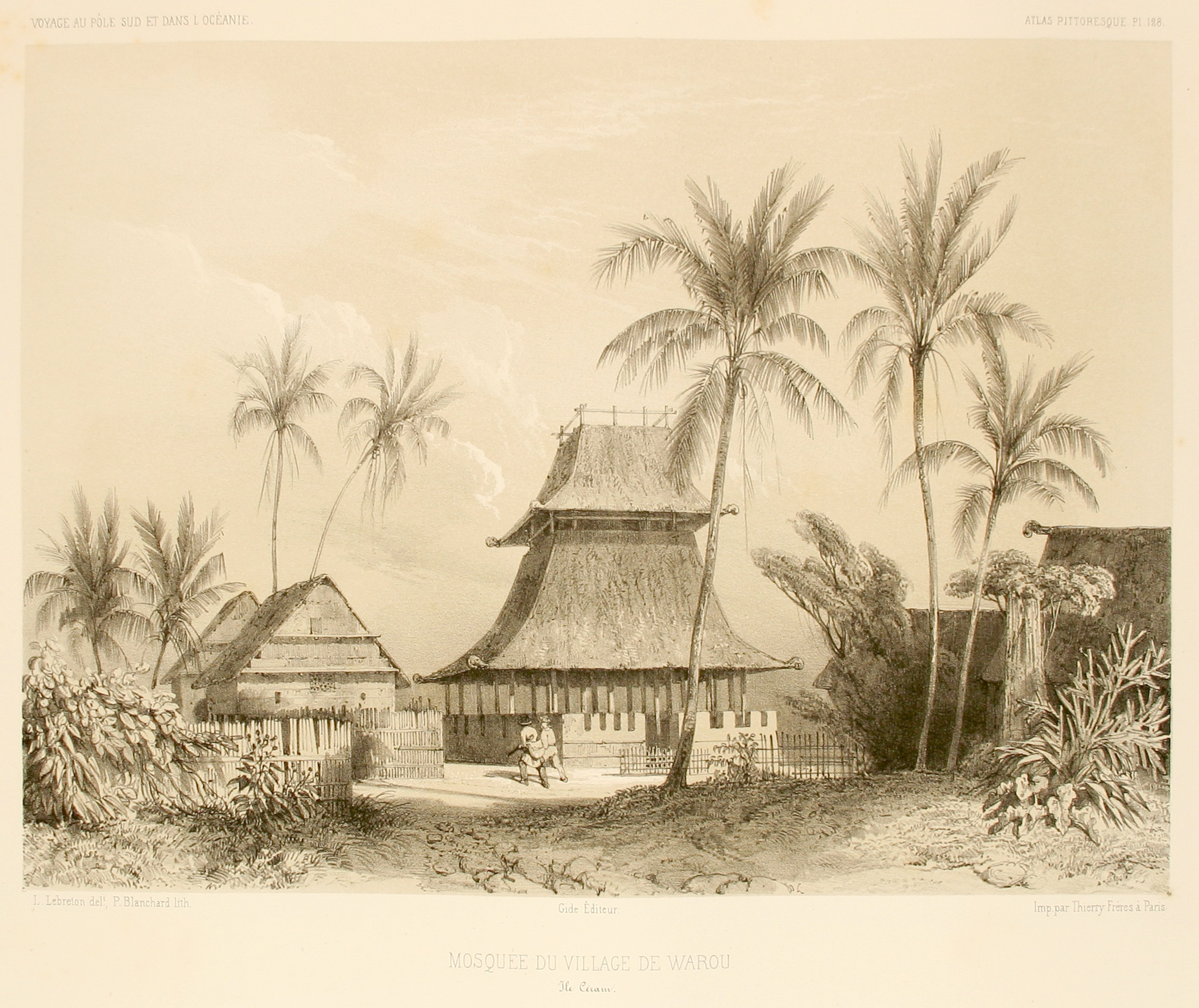
Картинка мечети из книги Жюля Дюмона-Дюрвиля Voyage au Pôle Sud et dans l’Océanie sur les corvettes L’Astrolabe et La Zélée, Gide Paris, 1846

На 1998 год по приблизительным оценкам численность батуаса составляла 5 тыс. человек. Название родного языка совпадает с названием этноса — батуаса. Кроме него владеют гесерским языком и амбонским диалектом малайского языка. Исповедуют ислам суннитского толка.

## История
Народ батуаса сформировался в XIV—XVI вв. в процессе смешения коренного населения Восточного Серама с приезжими торговцами из прочих районов Малайского архипелага, преимущественно с такими этносами как банданцы, тидорцы, тернатцы.
В XVII—XVIII вв. батуаса создали княжество Тобо, являвшееся частью султаната Тидоре и контролировавшее до конца XIX в. весь Восточный Серам. В союзе с гесерцами Тобо держало под своим контролем посредническую торговлю с Молуккскими островами и Новой Гвинеей.
Батуаса предпочитают не смешиваться с соседними, близкими по языку и культуре этносами, что обуславливает их немногочисленность.

## Образ жизни

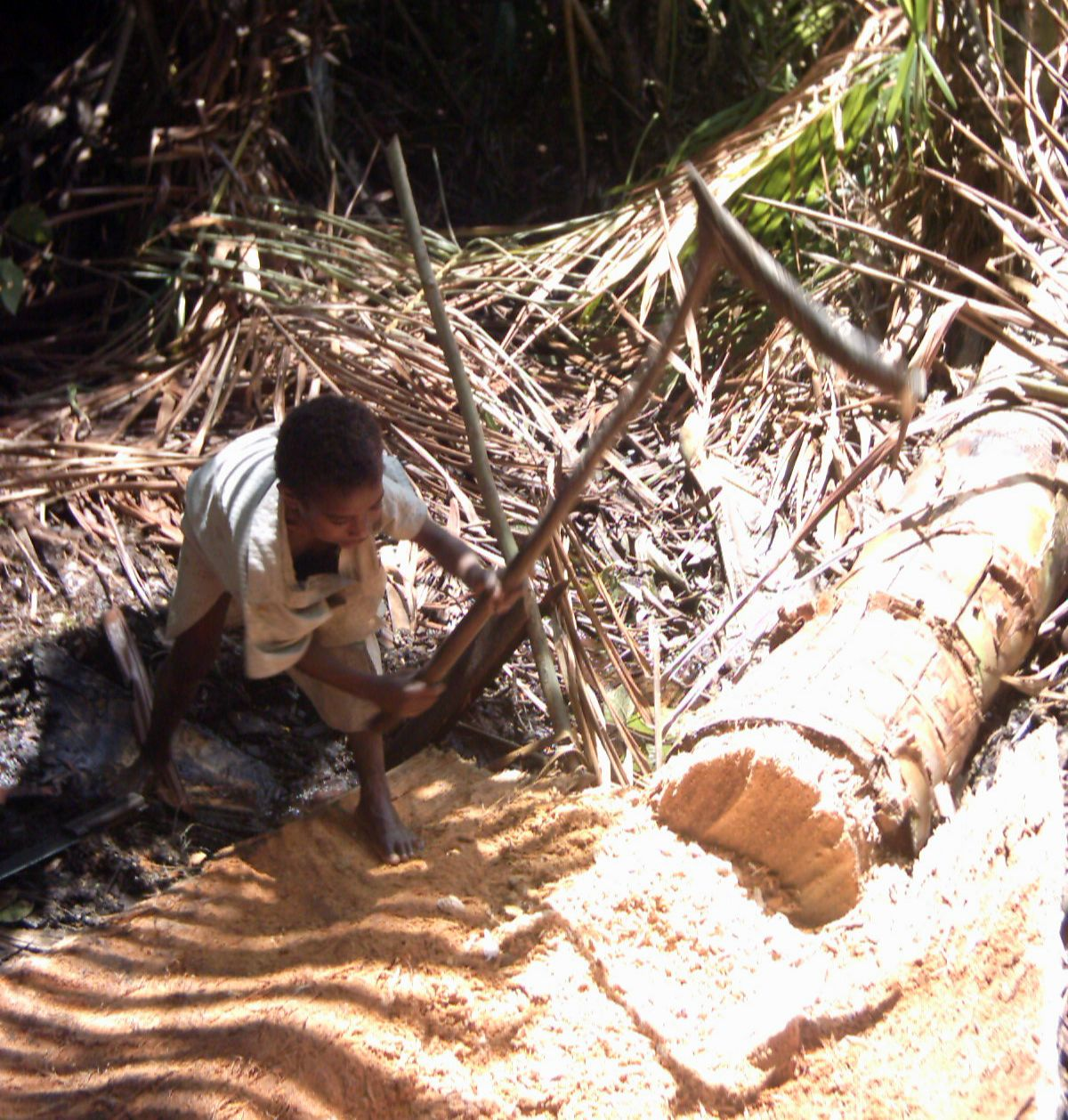
Переработка саговой пальмы для получения саго

Основным занятием батуаса традиционно остается выращивание саго, кроме того они культивируют кокосовую пальму, батат, кассаву, тыкву, бобовые, бананы, ананасы. Занимаются рыболовством и мелкой торговлей. Из ремесел развиты ткачевное, гончарное, кузнечное.
Во главе сельских общин стоят вожди, называемые раджами или орангкаями.
Поселения батуаса расположены на береговой линии, имеют уличную планировку, в центре — мечеть. Традиционное свайное жилище вытеснено наземным амбонского типа.
Основные предметы одежды — кофты баджу и саронг.
Основу рациона составляют блюда из сагового крахмала, различными способами заготовленной рыбы и овощей. По праздникам батуаса едят мясо и покупной рис.